# آنجلو موراتی
آنجلو موراتی (سوما لومباردو ۵ نوامبر ۱۹۰۹ – ویارجو ۱۲ اوت ۱۹۸۱) تاجر نفت اهل کشور ایتالیا بود. او مالک و رئیس باشگاه اینترمیلان در سری آ بود. او پدر مالک و رئیس سابق باشگاه فوتبال اینتر میلان، ماسیمو موراتی نیز بود. آنجلو موراتی بنیانگذار شرکت نفتی ساراس که در بخش پالایش نفت و تولید برق فعالیت میگرد.
پدر آنجلو داروساز بود و مادرش خیلی زود درگذشت. به واسطه رابطه بدش با نامادری، مجبور به ترک خانه پدری و زندگی مستقل شد. وی در ۱۶ سالگی بعد از خرید زغال سنگ، ایده تولید آن به ذهنش رسید. در ۲۳ سالگی به‌همراه یک صاحب کشتی، شرکت بازرگانی سوخت تأسیس کرد. در ۳۰ سالگی یک انجمن معدنی با ۱۶۰۰ معدنچی، تأسیس کرد. اولین شخصی بود که شهرک صنعتی بزرگ در سیسیل ساخت.
موراتی در سال ۱۹۵۵ باشگاه اینتر را از ماسرونی خرید. وکیل جوان «جوزپه پریسکو» به عنوان نایب رئیس باشگاه منصوب شد. توسط موراتی برای باشگاه کمپ تمرینی «آپیانو جنتیله» ساخته شد. دوره «گرانده اینتر» توسط «هلنیو هررا» آغاز شد.
با آنجلو موراتی، اینتر توانست ۳ قهرمانی در لیگ ایتالیا، ۲ جام باشگاه‌های اروپا و ۲جام بین قاره‌ای بدست آورد.
سال ۱۹۶۸ باشگاه را به فریزولی واگذار کرد و خودش معاون باشگاه شد.
موراتی همچنان در مسیر تولید و پخش نفت به سراسر دنیا پیشرفت کرد و تجارت او جهانی شد. از سال ۱۹۷۲ تا ۱۹۷۶ به همراه جیانی آنیلی، رئیس شرکت فیات و کرسپی، امتیاز روزنامه «کوریره دلا سراً را خریداری نمود. وی همچنین صاحب روزنامه تجاری “ایل گلوبو» بود.
آنجلو موراتی در ۱۲ اوت ۱۹۸۱ دیده از جهان فروبست.
از سال ۲۰۰۷ میدانی در جلو ورزشگاه جوزپه مئاتزا نام او را دارد. امروزه خیابانی که در آن موراتی هتلی ساخته بود، به مکانی برای ملاقات عوامل گراند اینتر در تعطیلات تبدیل شده‌است. وی در سال ۱۹۶۲ شرکت نفتی ساراس اس.پی.ای را تأسیس کرد.